# Franciszek Zajst
Franciszek Zajst (ur. 8 stycznia 1902, zm. 19 listopada 1982) – polski pływak.

## Życiorys
Podczas mistrzostw Polski w pływaniu 1923 w Krakowie (2 września 1923) mając 20 lat i reprezentując Pogoń Lwów zdobył złoty medal w wyścigu na 400 m stylem dowolnym.